# White Witch Doctor
White Witch Doctor is een Amerikaanse avonturenfilm uit 1953 onder regie van Henry Hathaway. Destijds werd de film in Nederland uitgebracht onder de titel Blanke vrouw in de Congo.

## Verhaal
In 1907 komt de jonge Amerikaanse Ellen Burton naar Belgisch-Congo om als verpleegster te werken. Ze wordt op de plaats van haar bestemming gebracht door de jagers Lonnie Douglas en Huysman. Zij zijn met een ander doel voor ogen in het Congolese oerwoud getrokken.

## Rolverdeling
| Acteur             | Personage    |
| ------------------ | ------------ |
| Susan Hayward      | Ellen Burton |
| Robert Mitchum     | John Douglas |
| Walter Slezak      | Huysman      |
| Mashood Ajala      | Jacques      |
| Joseph C. Narcisse | Utembo       |
| Elzie Emanuel      | Kapuka       |
| Timothy Carey      | Jarrett      |
| Otis Greene        | Bakuba       |